# Pelaea ramalis
Pelaea ramalis är en fjärilsart som beskrevs av Jacob Hübner. Pelaea ramalis ingår i släktet Pelaea och familjen Crambidae. Inga underarter finns listade i Catalogue of Life.